# Tomba delle Leonesse
Die Tomba delle Leonesse (deutsch: „Grab der Löwinnen“) ist ein dekoriertes etruskisches Grab in der Monterozzi-Nekropole bei Tarquinia. 

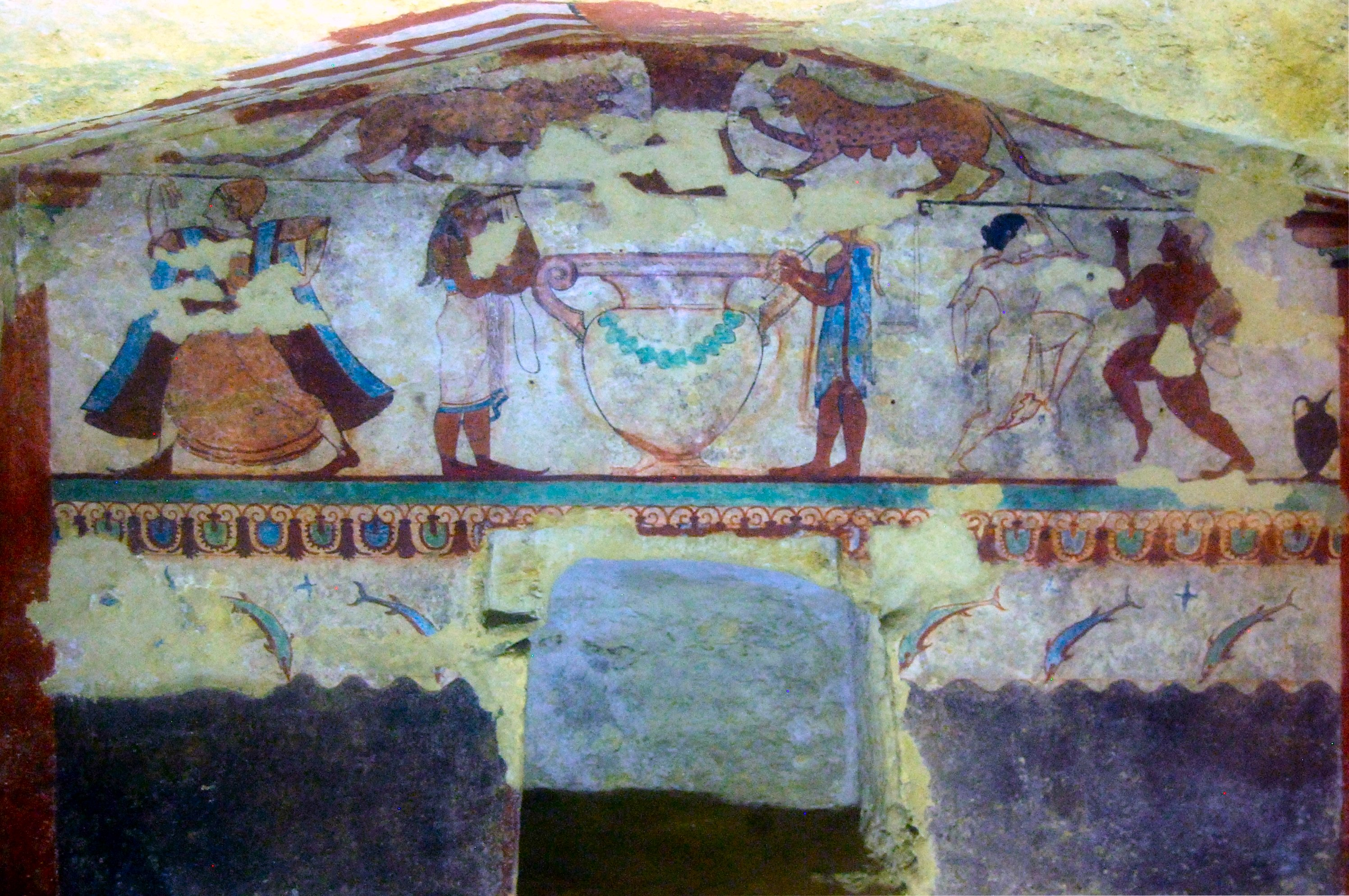
Giebelwand mit Krater

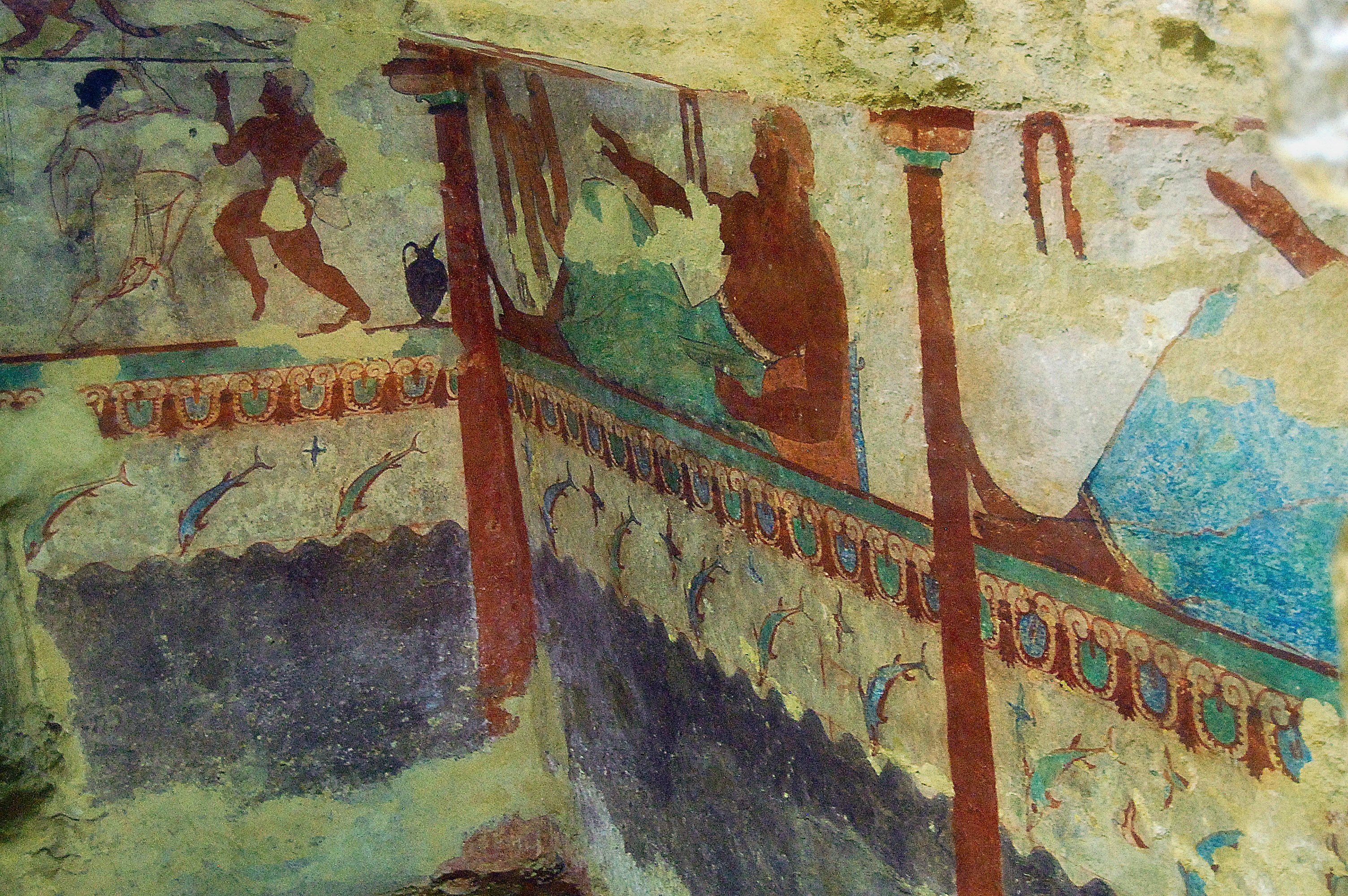
Rechte Seitenwand

Das Grab entstand um 530 v. Chr. Es hat nur eine Kammer, deren vier Wände alle bemalt sind. Es sollte eine Brandbestattung aufnehmen, wie die rechteckige Nische in der Mitte der Rückwand erkennen lässt. Die gemalte Vase darüber gibt den Aschenbehälter wieder.
Besonders gelungen sind in diesem Grab die Bewegungen und die Rhythmik des Tanzes, vor allem durch die lebendige Wiedergabe der Arme und Beine. Die Tänzerin trägt eine lange Tunika aus leichtem, geblümten Stoff, darüber einen weiten rotblauen Mantel und auf dem Kopf den tutulus, die kegelförmige Kopfbedeckung der etruskischen Frauen. An den Füßen trägt sie die charakteristischen Halbstiefel, die calcei repandi.
Rechts daneben sind zwei einander zugewandte Tänzer zu sehen, die synchrone Bewegungen ausführen und ebenfalls sehr sensibel und mit Gefühl für Rhythmus wiedergegeben sind. Der nackte Mann ist in Ziegelrot gemalt, seine blonden Haare fallen in Locken auf Schultern und Brust. Die in rötlichem Weiß gemalte Frau trägt einen durchsichtigen Chiton, der zwischen den Beinen in reichem Faltenwurf sichtbar ist; ihre schwarzen Haare sind im Nacken zusammengebunden.
Eine männliche Gestalt liegt auf der Kline, einem Speisebett, auf dem die an einem Bankett Teilnehmenden während des Essens lagen. In seiner rechten Hand hält er ein Ei, wohl als Symbol des Lebens, in seiner Linken ein griechisches Gefäß. Dieses Grab zeichnet sich im Vergleich zu anderen durch eine besonders reiche Farbskala aus von Weiß, Grün, Grau-violett, rötlichem Weiß, lebhaftem Rot, Gelb, Rotbraun, Graublau und Orange.